# کپل کوریگ
کپل کوریگ (به انگلیسی: Capel Curig) یک منطقهٔ مسکونی در بریتانیا است که در شهرستان مستقل کانوی واقع شده‌است. کپل کوریگ ۲۰۶ نفر جمعیت دارد.